# Masdevallia pardina
Masdevallia pardina är en orkidéart som beskrevs av Heinrich Gustav Reichenbach. Masdevallia pardina ingår i släktet Masdevallia och familjen orkidéer. Inga underarter finns listade i Catalogue of Life.